# Itapeva (kommun i Brasilien, São Paulo)
Itapeva är en kommun i Brasilien.   Den ligger i delstaten São Paulo, i den södra delen av landet, 900 km söder om huvudstaden Brasília. Antalet invånare är 87 765.
Följande samhällen finns i Itapeva:
- Itapeva

Trakten runt Itapeva består till största delen av jordbruksmark. Runt Itapeva är det ganska glesbefolkat, med 23 invånare per kvadratkilometer.